# 四都镇 (龙川县)
四都镇，是中华人民共和国广东省河源市龙川县下辖的一个行政建制镇。

## 行政区划
四都镇下辖以下地区：
四都社区、四都村、福光村、新龙村、新四村、新川村、黄沙阁村、上榴村和下榴村。